# Кріс Буше
Крістофер Буше (фр. Christopher Boucher; нар. 11 січня 1993) — канадський професійний баскетболіст, який грає за «Торонто Репторз» Національної баскетбольної асоціації (НБА). Народився у Сент-Люсії, грав у студентський баскетбол за «Орегон Дакс».

## Ранні роки
Буше народився у Кастрі, Сент-Люсія. Коли йому було п'ять рокі, він переїхав зі своєю матір'ю, Мері Мак-Вейн, до Монреаля, до свого батька канадця Жана-Гі Буше. Однак батьки розлучилися, коли він був маленьким, і у хлопчика склалися погані стосунки з татом. З дитячих років він грав у футбол і хокей, але жив у бідності у районі Монреаль-Норд. У 16 років він кинув школу та влаштувався кухарем і посудомийником у ресторан. У 2012 році він взяв участь у баскетбольному турнірі та набрав 44 очки у фіналі. Попри те що Буше грав у баскетбол лише у вільний час тренери запропонували приєднатися до команди, яка входила до аматорського союзу.

## Студентська кар'єра
У першому сезоні у складі Молодшого коледжу Нью-Мексико він набирав у середньому 11,9 очка та 6,7 підбирання за гру. А наступного року у Павелл, штат Вайомінг, він кидав 62,7 % з-за дуги та 44,4 % триочкових, набираючи у середньому 22,5 очка, 11,8 підбирання та робив 4,7 блок-шота за гру. Його показник 11,8 підбирання за гру був п'ятим найкращим показником у коледжі того сезону, тоді як 4,7 блок-шота за гру став третім найкращим результатом. За підсумками сезону його визнали найкращим гравцем. Серед кількох пропозицій він обрав «Орегон Дакс» для продовження своєї кар'єри.
На початку першого курсу в Університеті Орегону Буше компенсував худорляву статуру своєю енергією. У своїй другій грі у формі «Дакс» 16 листопада 2015 року Буше змагався проти Рико Гезерса з «Бейлор Беарс», і набрав 15 очок, зробив 8 підбирань. Він зробив рекордні 110 блок-шотів для «Орегону» за один сезон. Буше набрав 14 очок, 10 підбирань і 2 перехоплення у поразці «Дакс» від «Оклахоми Сунерс» з рахунком 80:68 в елітній вісімці турніру NCAA. Після сезону 2015—2016 року він зміг зіграти додатковий сезон і здобути диплом соціолога. За свою дворічну кар'єру у «Дакс» він набирав у середньому 12,0 очок і робив 6,8 підбирань. У грудні 2016 року у матчі проти «Монтани Гріззліс» Буше набрав 23 очки та встановив власний рекорд — 19 підбирань. У півфіналі турніру Pac-12 проти «Каліфорніїя Голден Беарс» 11 березня 2017 року гравець суперника незграбно впав на ногу Буше, але він продовжив грати й завершив гру з 10 очками та 4 підбираннями. Наступного дня на МРТ йому діагностували розрив ахіллового сухожилля, і він був виключений на решту сезону.

## Професійна кар'єра

### «Голден Стейт Ворріорз» (2017—2018)
До драфту НБА 2017 року Буше не міг тренуватися з командами через травму. Зрештою його не вибрала жодна команда, але він підписав двосторонній контракт з «Голден Стейт Ворріорз». Канадець став одним із перших гравців, які підписали нову політику двостороннього контракту НБА, яка набула чинності того сезону, хоча його угода не була офіційною до 14 липня 2017 року. 2 листопада 2017 року Буше дебютував у складі команди «Санта-Крус Ворріорз» проти «Ріно Бігхорнс». 14 березня 2018 року Буше дебютував у НБА у складі «Голден Стейт Ворріорз». Тоді за першу та єдину хвилину гри він зробив 1 підбирання й 1 триочкову спробу у переможній грі проти «Лос-Анджелес Лейкерс» (117:106). Через контракт він не міг грати у плей-офф, але був частиною чемпіонської команди «Ворріорз» після перемоги «Клівленд Кавальєрс» у чотирьох іграх фіналу НБА 2018 року. 22 червня 2018 року «Голден Стейт Ворріорз» відмовилися від Буше.

### «Торонто Репторз» (2018–)
20 липня 2018 року Буше підписав дворічний контракт з «Торонто Репторз» на правах вільного агента на суму трохи більше 2 мільйонів доларів. 26 жовтня 2018 року «Репторз» переробили його контракт на двосторонній з НБА. Буше провів 28 ігор у клубі «Репторз 905», де він набирав у середньому 27,2 очка, 11,4 підбирання та 4,1 блок-шота, а також 51,0 % кидків з поля. Канадець вперше став володарем двох нагород найціннішого гравця та найкращого захисника Джи-ліги НБА 2018–2019. 10 лютого 2019 року «Репторз» підписали з Буше стандартний контракт НБА. «Репторз» дійшли до фіналу НБА 2019 року, де перемогли колишню команду Буше «Голден Стейт Ворріорз». Буше став першим канадським гравцем, який виграв титул НБА з канадською командою.
10 листопада 2019 року Буше набрав 15 очок у переможній грі «Репторз» проти Леброна Джеймса і «Лейкерс». 22 грудня 2019 року Буше набрав 21 очко та встановив новий рекорд у кар'єрі, тоді команда перемогла «Даллас Маверікс» з рахунком 110:107. 25 грудня 2019 року він мав результативну гру проти «Бостон Селтікс», набравши 24 очки, але програвши з рахунком 118:102. 3 березня 2020 року встановив власний рекорд за кількістю підбирань (15), у переможній грі проти «Фінікс Санз». 10 серпня 2020 року Буше покращив власний результат: забив 25 очок проти «Мілвокі Бакс».
25 листопада 2020 року Буше повторно підписав контракт з «Репторз» на два роки вартістю 13,5 мільйонів доларів. 26 грудня 2020 року він набрав 22 очки, зробив 10 підбирань і рекордні для нього 7 блок-шотів у грі проти «Сан-Антоніо Сперс». 14 січня 2021 року Буше набрав рекордні 25 очок у матчі проти «Шарлотт Горнетс». 6 лютого 2021 року Буше показав високий результат, заробивши 29 очок, 10 підбирань і 2 блок-шоти у грі з «Атланта Гокс». 4 березня 2021 року Буше побив власний рекорд: заробив 30 очок, зробив 5 підбирань у поразці від «Бостон Селтікс» з рахунком 132:125. 8 квітня 2021 року покращив результат, набравши 38 очок, зробивши 19 підбирань і одну результативну передачу у поразці від «Буллз» (122:113). 18 квітня 2021 року Буше набрав 31 очко з 12 підбираннями, 2 передачами, 1 перехопленням, 1 блок-шотом і встановив особистий рекорд 6 триочкових у переможній грі проти «Оклахома-Сіті Тандер» з рахунком 112:106.
30 червня 2022 року Буше знову підписав трирічний контракт з «Репторз» на суму 35,25 млн доларів.

## Кар'єрна статистика

### НБА

#### Регулярний сезон
| Сезон      | Команда      | GP  | GS | MPG  | FG%  | 3P%  | FT%  | RPG | APG | SPG | BPG | PPG  |
| ---------- | ------------ | --- | -- | ---- | ---- | ---- | ---- | --- | --- | --- | --- | ---- |
| 2017–2018† | Голден Стейт | 1   | 0  | 1.0  | .000 | .000 | —    | 1.0 | .0  | .0  | .0  | .0   |
| 2018–2019† | Торонто      | 28  | 0  | 5.8  | .447 | .324 | .867 | 2.0 | .1  | .2  | .9  | 3.3  |
| 2019–2020  | Торонто      | 62  | 0  | 13.2 | .472 | .322 | .784 | 4.5 | .4  | .4  | 1.0 | 6.6  |
| 2020–2021  | Торонто      | 60  | 14 | 24.2 | .514 | .383 | .788 | 6.7 | 1.1 | .6  | 1.9 | 13.6 |
| 2021–2022  | Торонто      | 80  | 9  | 21.1 | .464 | .297 | .777 | 6.2 | .3  | .6  | .9  | 9.4  |
| 2022–2023  | Торонто      | 76  | 0  | 20.0 | .493 | .328 | .762 | 5.5 | .4  | .6  | .8  | 9.4  |
| Career     | Career       | 307 | 23 | 18.4 | .486 | .334 | .780 | 5.4 | .5  | .5  | 1.1 | 9.1  |

#### Плей-ін
| Сезон  | Команда | GP | GS | MPG | FG%  | 3P% | FT% | RPG | APG | SPG | BPG | PPG |
| ------ | ------- | -- | -- | --- | ---- | --- | --- | --- | --- | --- | --- | --- |
| 2023   | Торонто | 1  | 0  | 7.4 | .000 | –   | –   | 1.0 | .0  | .0  | .0  | .0  |
| Career | Career  | 1  | 0  | 7.4 | .000 | –   | –   | 1.0 | .0  | .0  | .0  | .0  |

#### Плей-офф
| Сезон   | Команда | GP | GS | MPG  | FG%  | 3P%  | FT%  | RPG | APG | SPG | BPG | PPG  |
| ------- | ------- | -- | -- | ---- | ---- | ---- | ---- | --- | --- | --- | --- | ---- |
| 2019†   | Торонто | 2  | 0  | 2.0  | .400 | .333 | .000 | .5  | .0  | .0  | .5  | 2.5  |
| 2020    | Торонто | 7  | 0  | 6.1  | .273 | .400 | .000 | 1.7 | .1  | .0  | .3  | 1.1  |
| 2022    | Торонто | 6  | 0  | 21.7 | .619 | .400 | .900 | 5.8 | .2  | .2  | 1.2 | 11.2 |
| Кар'єра | Кар'єра | 15 | 0  | 11.8 | .534 | .391 | .750 | 3.2 | .1  | .1  | .7  | 5.3  |

### Коледж
| Сезон     | Команда     | GP | GS | MPG  | FG%  | 3P%  | FT%  | RPG | APG | SPG | BPG | PPG  |
| --------- | ----------- | -- | -- | ---- | ---- | ---- | ---- | --- | --- | --- | --- | ---- |
| 2015–2016 | Орегон Дакс | 38 | 35 | 25.8 | .539 | .339 | .685 | 7.4 | .4  | .8  | 2.9 | 12.1 |
| 2016–2017 | Орегон Дакс | 31 | 12 | 23.6 | .524 | .350 | .565 | 6.1 | .4  | .4  | 2.5 | 11.8 |
| Кар'єра   | Кар'єра     | 69 | 47 | 24.8 | .532 | .344 | .641 | 6.8 | .4  | .6  | 2.7 | 12.0 |

Статистика за студентський період доступна лише за останні два роки в Орегоні.